# Ctenochirichthys longimanus
Ctenochirichthys longimanus es un pez abisal de la familia Oneirodidae, conocido por habitar en el Océano Pacífico, en aguas muy profundas de la costa de Chile; es la única conocida en su género.
Esta especie marina fue descrita por Regan y Ethelwynn Trewavas en 1932.

### Lectura recomendada
- Pequeño, G. (1989) Peces de Chile. Lista sistemática revisada y comentada., Rev. Biol. Mar., Valparaiso 24(2):1-132.